# Metapetrocosmea peltata
Metapetrocosmea peltata är en tvåhjärtbladig växtart som först beskrevs av Elmer Drew Merrill och Woon Young Chun, och fick sitt nu gällande namn av Wen Tsai Wang. Metapetrocosmea peltata ingår i släktet Metapetrocosmea och familjen Gesneriaceae. Inga underarter finns listade i Catalogue of Life.